# Aline Masson
Aline Masson, (Francia, 1860 ?) también citada como Aline Mason, fue una modelo francesa, ideal estético y estereotipo social del último tercio del siglo XIX.

## Biografía
Se desconocen sus datos biográficos, excepto el de que era la hija del portero del palacio que poseía en fr:Rue de Berri, 29 (París)  el español Alejandro Mora y Riera, segundo marqués de Casa Riera. El  pintor español Raimundo de Madrazo, que tenía amistad con el marqués y cuyo taller en París estaba muy cercano al palacio, conoció a Aline Masson en 1875. A partir de entonces y a lo largo de dos décadas, Masson se convirtió en su modelo favorita. Fue retratada con atuendos sofisticados, en ambientes de lujo, rico mobiliario y poses elegantes, que supusieron el estereotipo idealizado de la moda burguesa parisina, en boga en la década de 1880. Destacan de estos retratos la viveza que Masson desprende en todos ellos y su profesionalidad como modelo, su seguridad y sensualidad.

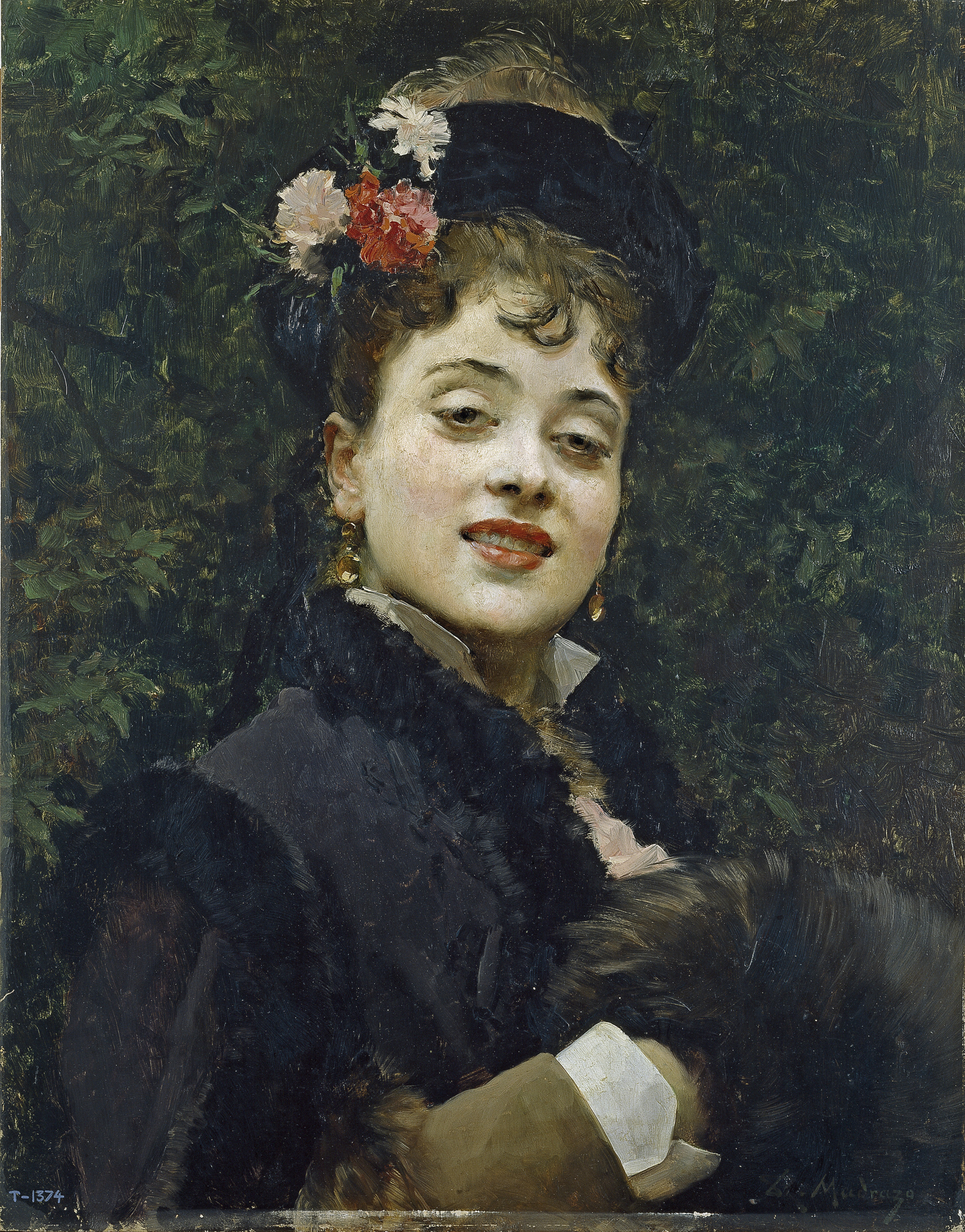
La modelo Aline Masson. Raimundo de Madrazo. Museo del Prado

El Museo del Prado exhibe sus retratos más conocidos, La modelo Aline Masson, sobre un fondo vegetal, y La modelo Aline Masson con mantilla blanca (hacia 1876). Las pinturas con Masson de protagonista, que fueron muy apreciadas por los coleccionistas de un ambiente descrito como intrascendente, artificial y frívolo,son tituladas con su nombre, pose y atuendo: Aline Masson en azul, Aline Masson en blanco y rosa, Aline Masson sujetando un sombrero,  Aline Masson apoyada en un sofá, Aline  en salida de un baile de máscaras, Aline Masson con tocado de gasa (en el Museo Nacional de Bellas Artes de Argentina). En Retrato de Aline con abanico, la modelo, siendo francesa, fue retratada a la manera española, con mantilla, falda goyesca de madroños y otros efectos arquetípicos españoles de indumentaria de su tiempo.
En otras pinturas es retratada por Madrazo en asuntos intrascendentes, anécdotas galantes y escenas de género, mostrando actitudes cotidianas con las que el espectador pudiera identificarse. La lectura (Aline Masson),  y Travesuras de la modelo, (también llamado En el estudio), pertenecen a la  Colección Carmen Thyssen-Bornemisza. El Museo Metropolitano de Arte de Nueva York tiene La mascarada, en el que se la representa  disfrazada de Pierrot. Otros, como Muchacha en columpio, Muchacha en hamaca, Aline jugando solitario, Le pétit déjeuneur, Escribiendo el diario y El chocolate se exhiben en el  Museo Nacional de Bellas Artes de Cuba. Este último museo posee el cuadro titulado Aline Masson, vestida de novia, besando al hijo del pintor.
Posó para otros pintores del momento residentes en París, como para Rogelio de Egusquiza, que en 1878 en Retrato de Aline Masson la presentó menos idealizada que Madrazo. Se encuentra expuesto en el Museo de Arte Moderno y Contemporáneo de Santander y Cantabria. Fue también modelo para fotografías del conde de Chaumont-Quitry, tres de las cuales, que constan en el inventario del Museo del Prado, fueron realizadas entre 1875 y 1885.
La profesionalidad de Masson, su asiduidad y sus extensas intervenciones con Madrazo, para quien posó también como "modelo de cuerpo", han hecho pensar en un antecedente de la actividad laboral de modelo profesional. Pose, postura, escenografía, vestuario y aderezos implican una organización de producción de imágenes, en una temática dirigida a la comercialización, cuyas "estampas" se vieron muy reproducidas en publicaciones impresas y postales. Esto permite situar la relación entre modelo y pintor en el contexto de trabajo laboral del modelaje publicitario.

## Reconocimientos
La  relación entre Aline Masson y Raimundo de Madrazo fue objeto de uno de los capítulos de la exposición Artistas y modelos. Historias de pasión, creación y destrucción en la Fundación Canal de Madrid en diciembre de 2023.